# Nice-1 (tổng)
Tổng Nice-1 là một tổng của Pháp. Tổng này nằm ở tỉnh Alpes-Maritimes trong vùng Provence-Alpes-Côte d’Azur.

## Các đơn vị hành chính
Tổng Nice-1 gồm một phần của Nice
Các khu phố của Nice nằm trong tổng này:
- Port
- Vieux-Nice

## Lịch sử
| Ngày bầu cử      | Tên             | Đảng            | Tư cách |
| ---------------- | --------------- | --------------- | ------- |
|                  |                 |                 |         |
| 1988             | M. Raoul Bosio  | RPR             |         |
| 1994             | M. Gérard Bosio | UDF-RPR         |         |
| tháng 3 năm 2001 | M. Gérard Bosio | DL              |         |
| décembre 2001    | Me Marc Concas  | PS              |         |
| tháng 3 năm 2008 | Me Marc Concas  | PS et ouverture |         |
|                  |                 |                 |         |

## Biến động dân số
| 1882                                         | 1926 | 1962 | 1968 | 1975 | 1982 | 1990 | 1999   |
|                                              |      |      |      |      |      |      | 17 175 |
| -------------------------------------------- | ---- | ---- | ---- | ---- | ---- | ---- | ------ |
| Số liệu từ năm 1990: Dân số không tính trùng |      |      |      |      |      |      |        |